# 王绍徽
王紹徽（？—？），號弘庭，陝西西安府咸寧縣人，明朝政治人物。

## 生平
萬曆十六年戊子科陕西鄉試第三十七名舉人，二十六年（1598年）戊戌科進士，工部觀政，次年授山東鄒平縣知縣，三十三年行取，三十六年八月擢拔為戶科給事中，本年巡视光禄寺、皇城四門，主考福建鄉試，三十八年升本科右，三十九年巡视光禄寺，本年升山東右參議，四十一年养病。
泰昌元年（1620年）升通政使司參議，天啓元年遷太常寺少卿，二年被劾引疾，尋以拾遺罷。天啟四年（1624年）十一月，左光斗罷去，被魏忠賢召為左僉都御史。同年，狀元韓敬仿照《水滸傳》一百單八將的方式撰寫《東林點將錄》，王紹徽將其編輯成書進獻給魏忠賢。魏忠賢翻閱此書，驚嘆道：“王尚書嫵媚如閨人，筆挾風霜乃爾！真吾家之珍也！”。五年（1625年）六月升左副都御史，再升戶部左侍郎，总督倉场，甫視事，改左都御史。十二月拜為吏部尚書。
王紹徽素以排擠東林黨而被舉薦給魏忠賢，並認魏忠賢作乾爹，進退一人必稟命於忠賢，時稱王媳婦。更進獻《東林點將錄》給魏忠賢，魏忠賢根據此書將書上之人一一貶職、罷官，成為閹黨迫害東林黨人的關鍵人物，漸漸為魏忠賢所喜。但不久却因阉党内斗，崔呈秀指使他人攻击王绍徽，最终迫其不安于位而辞职下台。
七年（1627年）崇祯帝嗣位，閹黨垮台，王紹徽被削籍發配邊疆。

## 家族
曾祖王懋，怀庆知府、贈光禄大夫太子太保吏部尚書。伯祖王用賓，南京吏部尚書。祖父王用賢。父王昌功。

## 延伸阅读
[在维基数据编辑]
 《明史卷三百〇六》，出自《明史》